# آنتونین روسک
آنتونین روسک (چکی: Antonín Růsek؛ زادهٔ ۲۲ مارس ۱۹۹۹) بازیکن فوتبال اهل جمهوری چک است.
از باشگاه‌هایی که در آن بازی کرده‌است می‌توان به باشگاه فوتبال زبرویوفکا برنو اشاره کرد.
وی همچنین در تیم‌های ملی فوتبال زیر ۲۱ سال جمهوری چک، و جمهوری چک بازی کرده‌است.